# Karmel Presvetog Srca Isusova u Gospiću
Samostan, odnosno Karmel Presvetog Srca Isusova izgrađen je 2022. godine, a kanonski je osnovan 25. siječnja 2024. godine u Gospiću. U njemu su nastanjene klauzurne redovnice bosonoge karmelićanke.